# Håkan Dahlby
Dan Anders Håkan Dahlby (Västerstad, 15 settembre 1965) è un tiratore a volo svedese, vincitore di una medaglia d'argento ai Giochi olimpici di Londra 2012.

## Palmarès

### Giochi olimpici
- 1 medaglia:
  - 1 argento (double trap a Londra 2012).

### Campionati europei
- 7 medaglie:
  - 3 ori (double trap a Brno 2003; double trap a Nicosia 2004; double trap a Larnaca 2012).
  - 3 argenti (double trap a Maribor 2006; double trap a Nicosia 2008; double trap a Osijek 2009).
  - 1 bronzo (double trap a Kazan' 2010).